# Arnold Gundersen
Arnold "Arnie" Gundersen (né le 4 janvier 1949 à Elizabeth) est un ancien gestionnaire et ingénieur d'énergie nucléaire avec plus de 30 ans d'expérience. Il est devenu un lanceur d'alerte sur le nucléaire (nuclear whistleblower (en)) en 1990. Son curriculum vitæ  le décrit comme Critical Facility Reactor Operator en 1971-1972.
Gundersen a levé des doutes sur la sûreté nucléaire du  réacteur AP1000 de la Westinghouse Electric Company et a proposé un réacteur nucléaire de troisième génération. Il a aussi exprimé des doutes quant à l'opération de la centrale nucléaire de Vermont Yankee. Il a servi comme expert lors de l'accident nucléaire de Three Mile Island et a commenté l'accident nucléaire de Fukushima,,.